# كلارنس هارمون (لاعب كرة قدم أمريكية)
كلارنس هارمون (بالإنجليزية: Clarence Harmon)‏ هو لاعب كرة قدم أمريكية أمريكي، ولد في 30 نوفمبر 1955 في كوسيوسكو في الولايات المتحدة.

## وصلات خارجية
- كلارنس هارمون على موقع IMDb (الإنجليزية)

- كلارنس هارمون على موقع مرجع كرة القدم المحترفة.كوم (الإنجليزية)